# Іллірійський шолом

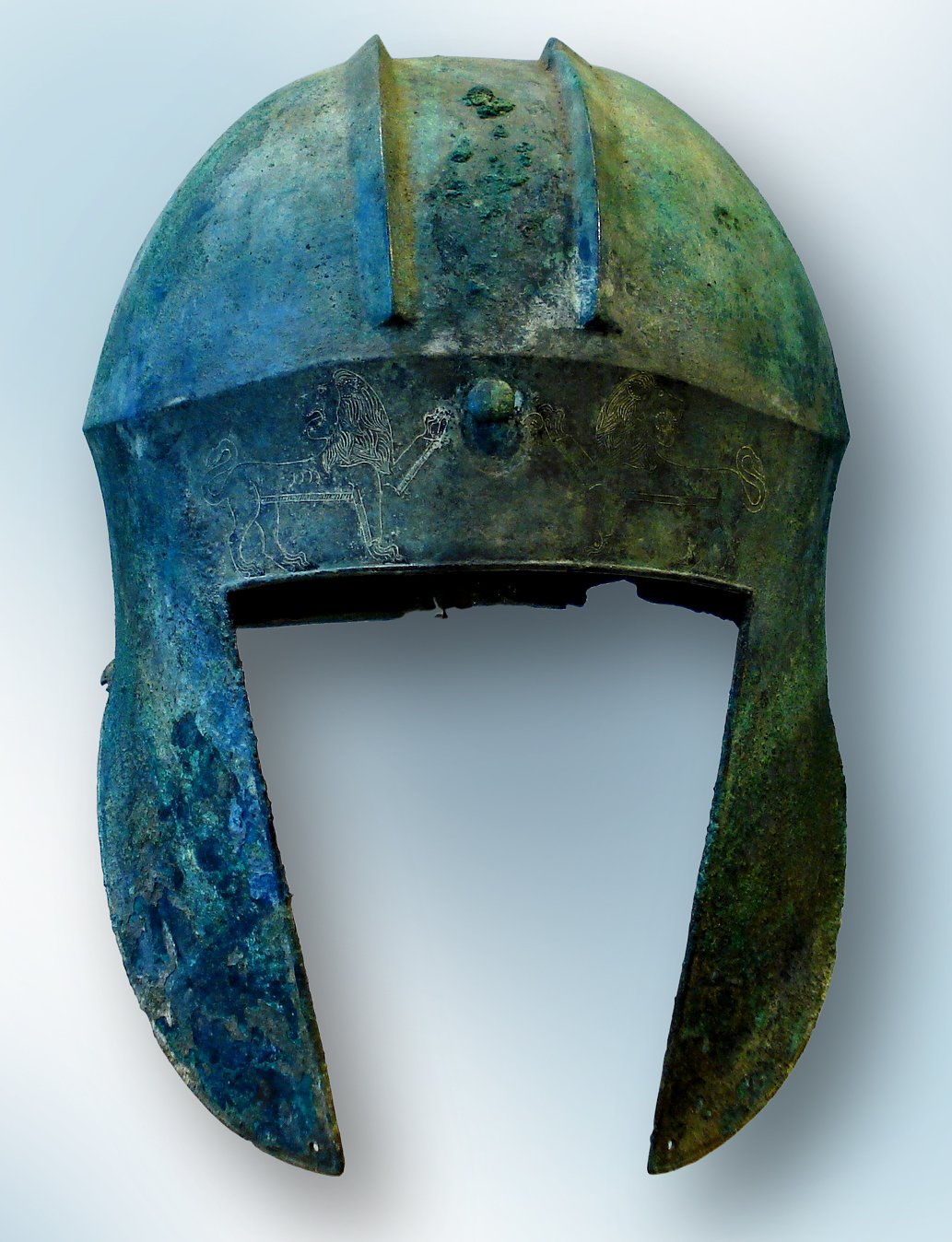
Іллірійський шолом. VI—V ст. до Р. Х. Музей в Арголіді.

Іллірійський шолом (також Греко-іллірійський шолом) — тип бронзового шолому, який був розроблений на Пелопоннесі, Стародавня Греція в період VIII—VII ст. до н. е.(700—640 рр. до н. е.) після закінчення «Темних століть». Помилково названий іллірійським через масові археологічні знахідки на однойменній території.

## Походження
Згідно з археологічними даними Іллірійському шолому передував Кгельхельм (нім. конусний шолом). Він став першим металевим шолом на території сучасної Греції. Почав виготовлятись у Х ст. до н. е.. Мав конічну форму, відкриття обличчя та накладки по боках, які захищали щоки. Складався із 4-5 бронзових сегментів, що поєднувались між собою через це він був дорогий у виготовленні та мав слабкий захист. При першому серйозному попаданні розлітався на частини. Вже у VIII ст. до н. е. грецькі майстри навчились технології виготовлення цільнометалевого шолому, що і стало переходом до іллірійського типу.

## Типи іллірійського шолому
Найдавніші шоломи «іллірійського» типу були розроблені на північно-західній частині Пелопоннесу (ймовірно в Олімпії). Шоломи цього типу залишали шию незахищеною та перешкоджав слуху. Виготовлявся від початку існування до 600 рр. до н. е..
Перші шоломи ІІ типу були створені в коринфських майстернях, де пізніше еволюціонували у коринфські шоломи . Ці шоломи вже забезпечували захист шиї, але все ще залишалась проблема з слухом. Використовувались приблизно у 600—550 рр. до н. е..
Перші шоломи типу III (бл. 550 р. до н. е.) та типу IV (бл. 500 р. до н. е.) були створені на Іллірійському узбережжі Адріатики. Ззовні вони були майже ідентичні, проте поетапно покращувались конструкція, яка дозволила власникам шолому чути безперешкодно.

## Поширення

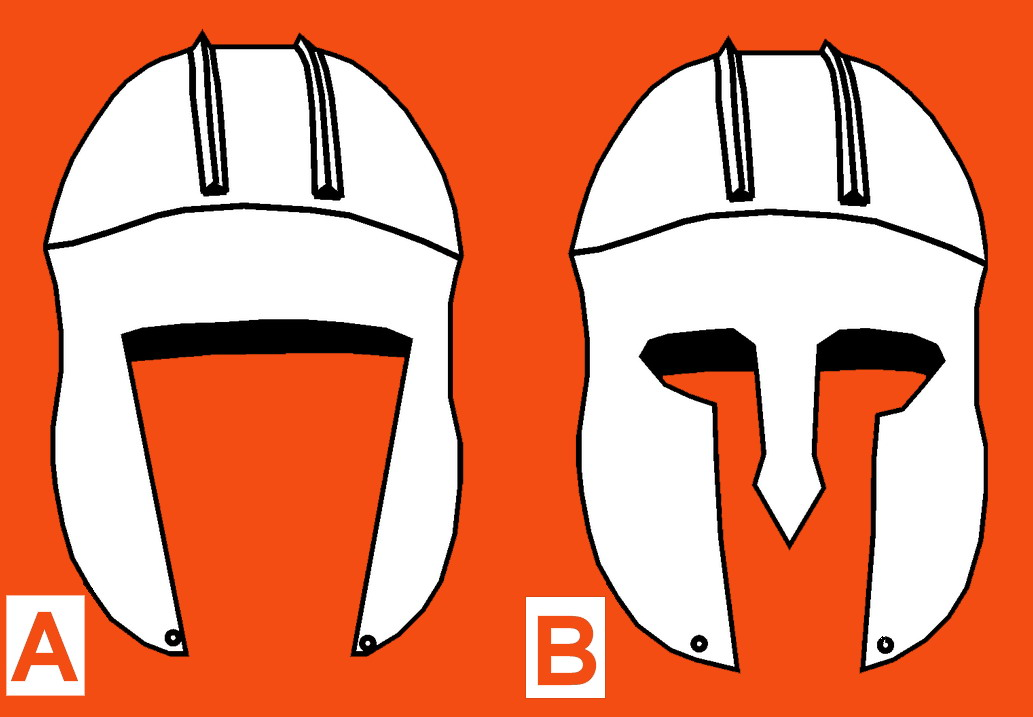
А) Іллірійський шолом; B) Коринфський шолом.

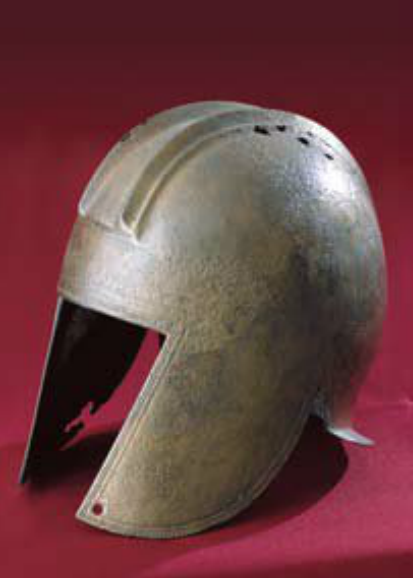
Іллірійський шолом знайдений у Будві, Чорногорії (IV ст. до н. е.).

Іллірійський шолом використовувався на обширних територіях багатьма тогочасними арміями. Насамперед застосовувався у грецькому війську, звідки його переймали інші. Свідченням цьому є не тільки археологічні знахідки, а й зображення на коринфських вазах, які датуються бл. 600 р. до н. е.. Пізніше шоломи запозичили іллірійці, де він користувався неабиякою популярністю, що підтверджується археологічними даними. Деякі типи шолому зустрічаються на території Італії, зокрема зображення іллірійського шолому можна побачити на слоновій кістці та на срібній чаші в гробниці «Бернардіні» в Пренесте (сучасне місто Палестрина).
Поступово іллірійський шолом почав втрачати свою актуальність. У V ст. до н. е. йому на заміну прийшов коринфійський шолом закритого типу, який захищав всю голову воїна, проте значно обмежував його огляд. Варто зазначити, що іллірійський шолом продовжував виготовлятись до IV ст. до н. е. на окремих територіях Балканського півострова.

### В Україні
Іллірійський шолом був також представлений в Україні, а саме у війську скіфів, які населяли її територію. Щоправда самостійно кочовики не могли виготовляти шолом даного типу, тож їх постачання до війська відбувалось шляхом торгівлі з грецькими колоніями у Пн. Причорномор'ї. Зокрема, іллірійський шолом (середина V ст. до н. е.) був знайдений у некрополі античного міста Німфея (сучасний Керч), проте шолом був дещо видозмінений відповідно до потреб скіфського воїна:
… Шолом має напівсферичну, злегка сплощену форму. В його лицьовій частині зроблений невеликий прямокутний виріз. Уздовж вісі шолома проходять два невисоких трикутних у розрізі валики, між якими прокреслені три паралельні лінії. Уздовж краю шолома пробиті великі отвори, ймовірно, для кріплення підкладки і металевого набору, що захищав щоки, шию і потилицю. Шолом мав невеликий дашок, укріплений трьома заклепками. … На німфейському шоломі добре помітно наявність прямокутного вирізу в верхній частині, рельєфного валика, що проходив над ним, і отвору для кріплення штиря, який є на більшості шоломів цього типу. На боці обладунку зроблений неглибокий виріз. Дві прокреслені лінії, що облямовують його, і рельєфні невисокі валики утворюють гострий кут. … В якості дашку при переробці шолому могла бути використана частина напотиличника. Про те, що дашок був прикріплений до шолому пізніше, говорить більш недбала обробка його країв і грубе кріплення до шолому, зробленому з більшою ретельністю і акуратністю— 